# Saraukhola
Saraukhola – gaun wikas samiti w zachodniej części Nepalu w strefie Dhawalagiri w dystrykcie Parbat. Według nepalskiego spisu powszechnego z 2001 roku liczył on 482 gospodarstw domowych i 2457 mieszkańców (1345 kobiet i 1112 mężczyzn).